# 正橋正一
正橋 正一（まさはし しょういち、1926年（大正15年）8月9日 - 2006年（平成18年）8月28日）は、昭和から平成初期の地方公務員、政治家。富山県富山市長（4期）。

## 来歴
富山県射水郡大門町（現：射水市）出身。1943年に富山県立高岡商業学校（現：富山県立高岡商業高等学校）を卒業。卒業後は東京立川の立川飛行機に勤務する。
終戦後、故郷に帰り、1945年11月 富山県庁に入る。1951年から地方自治庁に出向する。1972年 富山県庁に戻り、総務部地方課長、知事公室秘書課長、東京事務所長、総務部長、公営企業管理者などを歴任する。1983年 富山市助役となり、1986年、前年12月に死去した富山市長塩谷敏幸の後継者として富山市長選に立候補して当選する。2002年まで4期務めた。2006年死去。

## 著書
- 『入門地方税』
- 『入門事業税』